# Stykke for stykke
|  | Denne artikel er oprettet af botten PalnaBot ud fra en ekstern database. Den kan derfor have sproglige fejl eller mangler. Denne skabelon kan fjernes efter kontrol af indholdet. |

Stykke for stykke er en kortfilm fra 2009 instrueret af May el-Toukhy efter manuskript af May el-Toukhy.

## Handling
Den unge påklæder, Helene, arbejder på et større teater i København. Hun har en affære med den ældre skuespiller, Alex, som hun er forelsket i, men han er gift med den magtfulde skuespillerinde på teatret, Erika. Vi møder dem alle en aften på teatret, hvor Helene og Alex bliver dumdristige, og Erika får nys om affæren.